# Geotrypetes seraphini
Geotrypetes seraphini, también llamada cecilia de Gabón, es una especie de anfibio gimnofión de la familia Dermophiidae.
Habita en el Camerún, en la República Democrática del Congo, en Costa de Marfil, en Guinea Ecuatorial continental, en la isla de Bioko, en el Gabón, en Ghana, en Guinea, en el oriente de Liberia, en Nigeria y en el oriente de Sierra Leona. Tal vez, también en Angola y en el occidente de la República del Congo.
Sus hábitats naturales incluyen bosques secos tropicales, plantaciones, jardines rurales, áreas urbanas, zonas previamente boscosas ahora muy degradadas y tierras agrarias inundadas en algunas estaciones.

## Subespecies
- Geotrypetes seraphini congoensis (Taylor, 1968)

- Geotrypetes seraphini occidentalis Parker, 1936

- Geotrypetes seraphini seraphini (Duméril, 1859)